# Ścinawka Średnia

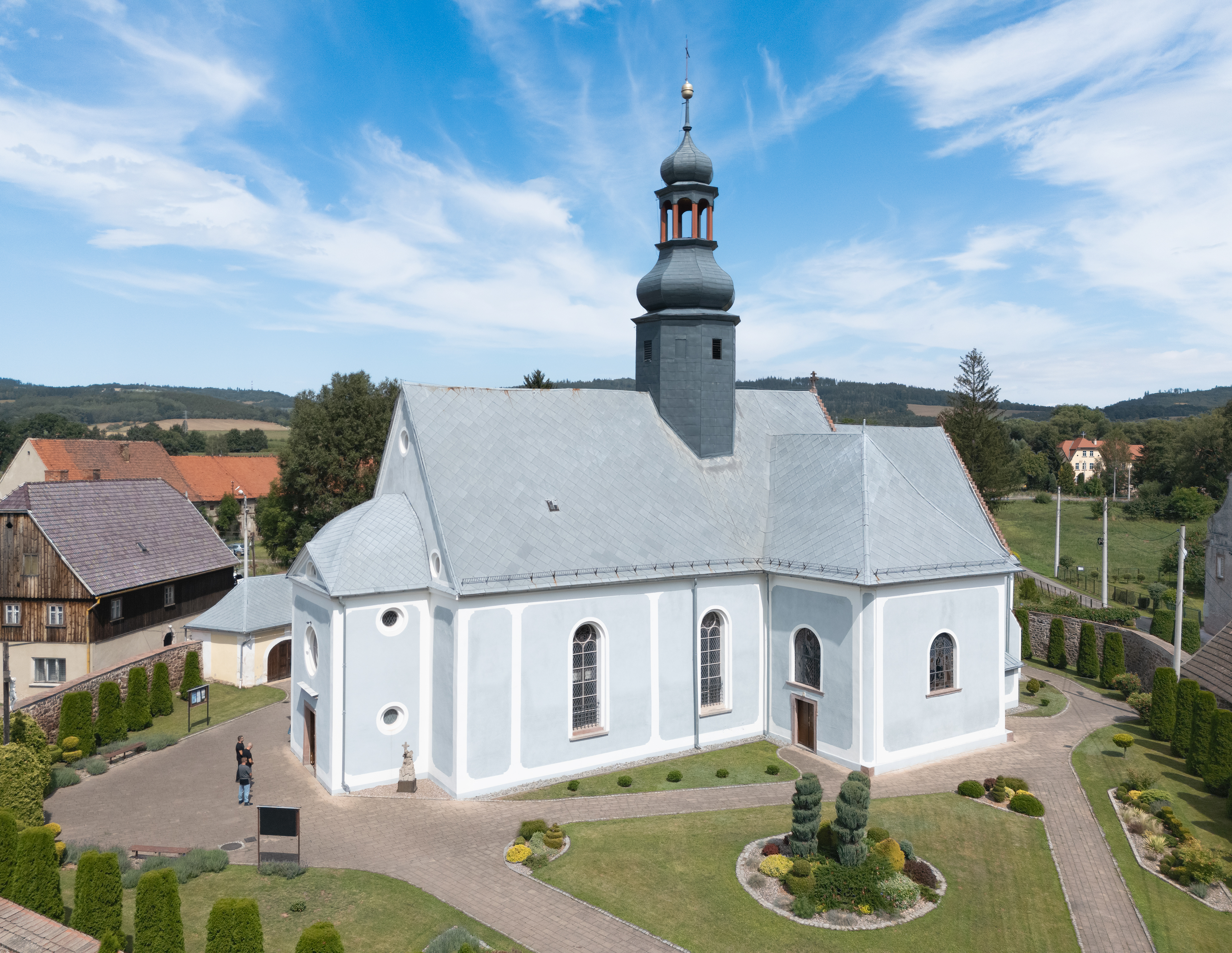
Pfarrkirche Maria Magdalena

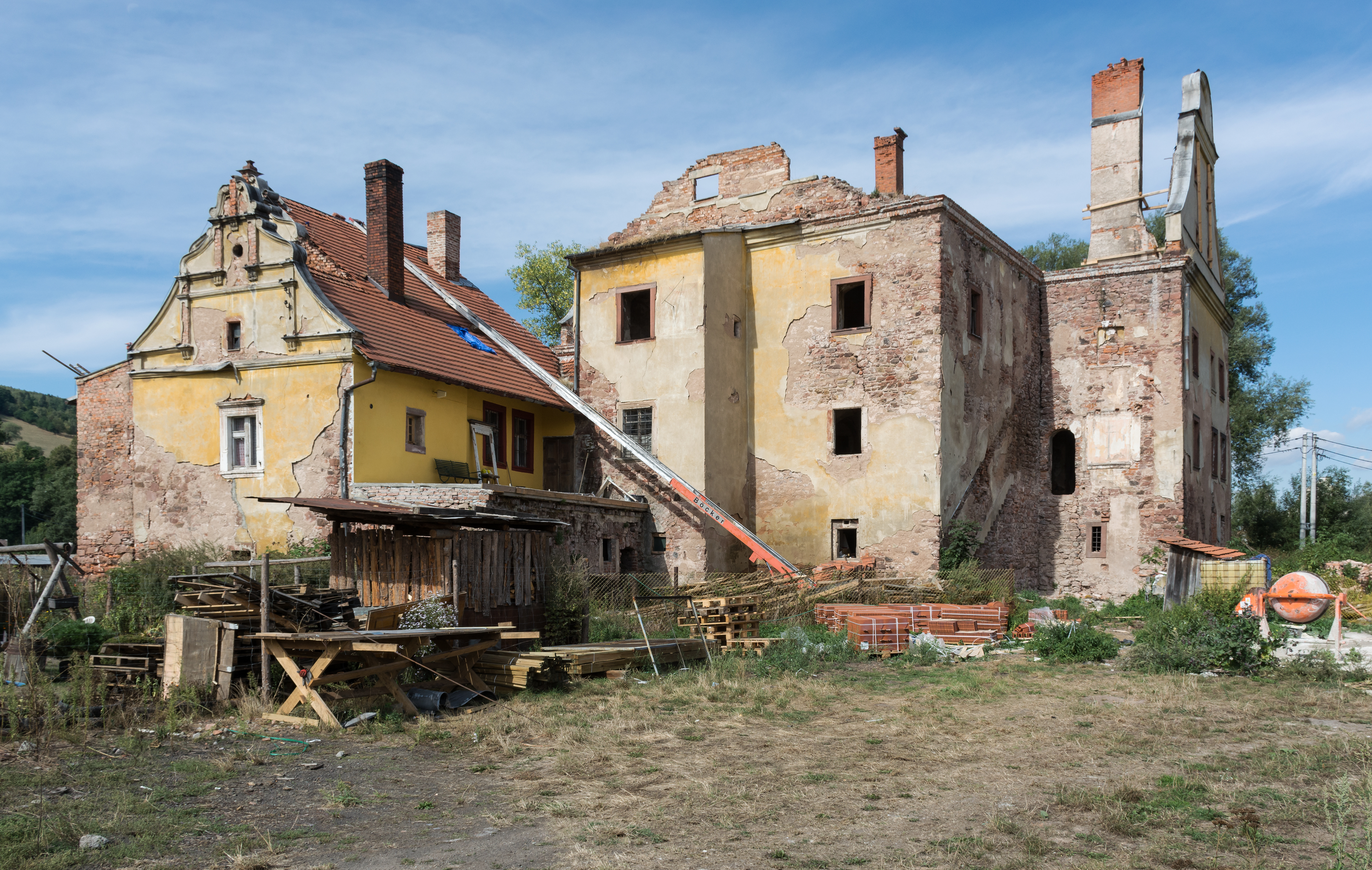
Ruine des Oberhofs, 2015

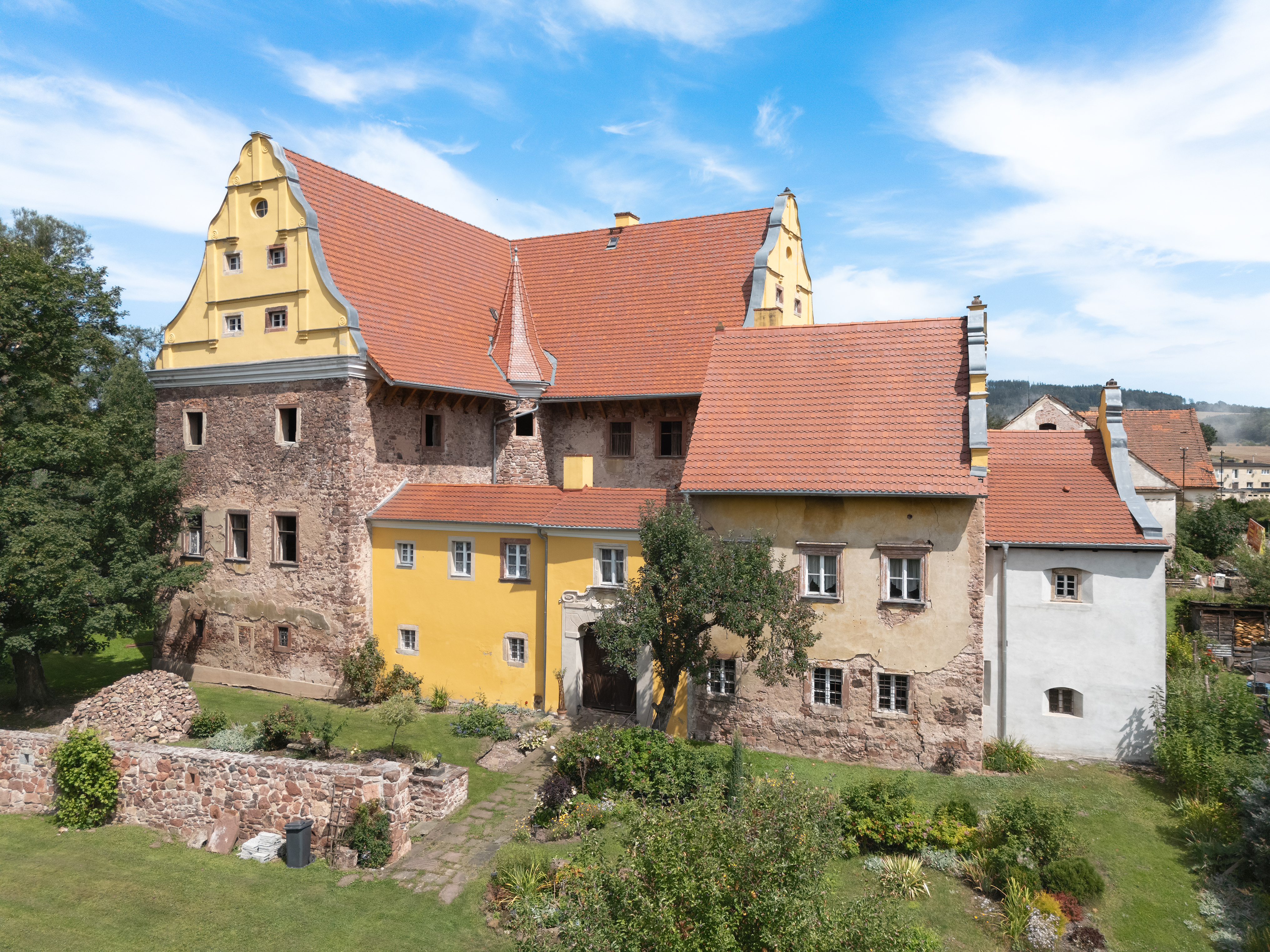
Neu eingedeckter Oberhof, 2024

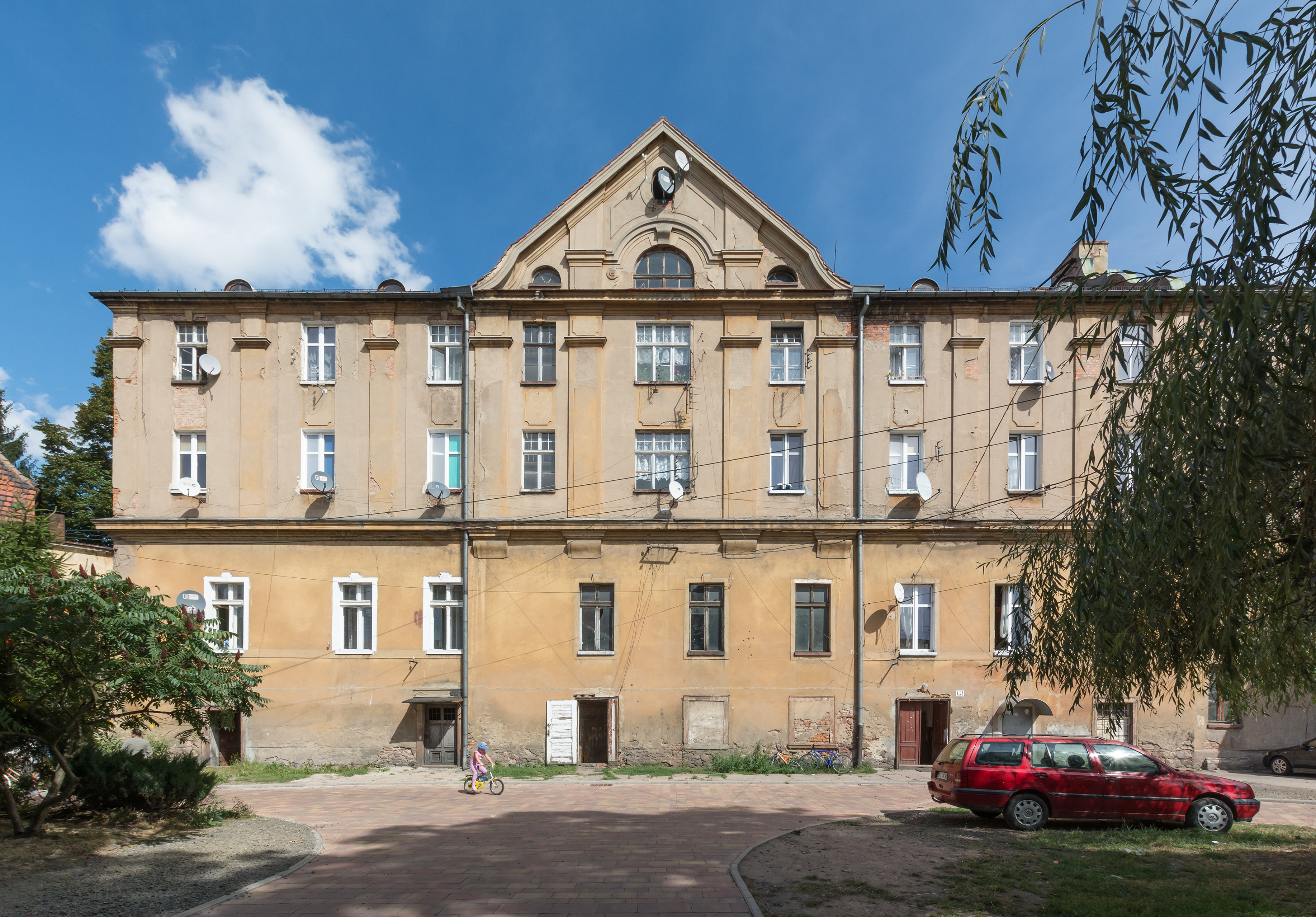
Piae-Causae-Hof bzw. Lüttwitzhof

Ścinawka Średnia (deutsch Mittelsteine) ist ein Ort in der Stadt- und Landgemeinde Radków (Wünschelburg) im Powiat Kłodzki der Wojewodschaft Niederschlesien in Polen. Es liegt an der Einmündung der Posna (Pośna) in die Steine (polnisch Ścinawka).

## Geographie
Ścinawka Średnia liegt im Tal der Steine. Nachbarorte sind Słupiec (Schlegel) im Nordosten, Bożków (Eckersdorf) im Westen, Ścinawka Dolna (Niedersteine) im Südwesten, Raszków (Seifersdorf) im Süden, Wambierzyce (Albendorf) und Ratno Dolne (Niederrathen) im Südwesten sowie Ścinawka Górna (Obersteine) im Nordosten.

## Geschichte
Mittelsteine wurde erstmals 1324 urkundlich erwähnt. Die Pfarrkirche St. Maria Magdalena ist für das Jahr 1384 in einem Verzeichnis der damals 39 Pfarrkirchen des zum Erzbistum Prag gehörenden Glatzer Dekanats mit der Bezeichnung „Stinavia superior“ enthalten. Es gehörte zum Glatzer Land, mit dem es die Geschichte seiner politischen und kirchlichen Zugehörigkeit von Anfang an teilte. Es bestand aus mehreren Anteilen, die zumeist unterschiedlichen Besitzern gehörten.
Im Dreißigjährigen Krieg, am 7. Mai 1648, fielen schwedische Truppen von Braunau aus in die Grafschaft Glatz ein. Auf ihrem Durchzug plünderten sie Mittelsteine und brannten das Schlösschen mit dem zugehörigen Vorwerk, die Schölzerei und den Kretscham nieder. Am nächsten Tag zogen sie mit dem erbeuteten Gut durch Hollenau nach Schlesien. 1734 wurde bei einer Überschwemmung der Steine die steinerne Brücke weggerissen.
Nach dem Ersten Schlesischen Krieg 1742 und endgültig nach dem Hubertusburger Frieden 1763 fiel Mittelsteine zusammen mit der Grafschaft Glatz an Preußen. Für 1803 sind nachgewiesen: eine Kirche, eine Andachtskapelle, ein Pfarrhaus, eine Schule, vier herrschaftliche Vorwerke, ein Kretscham, zwei Wassermehlmühlen, eine Brettmühle sowie 15 Bauern- und 123 Gärtner-, Häusler- und Auszüglerstellen. Wegen seiner Lage im fruchtbaren Steinetal war Mittelsteine stets landwirtschaftlich geprägt. 1874 wurde aus den Landgemeinden Biehals, Mittelsteine und Obersteine sowie den Mittelsteiner Gutsbezirken Anteil von Lüttwitz und Anteil Graf Magnis und Scharfeneck der Amtsbezirk Mittelsteine gebildet.
Am 15. Oktober 1879 ging der Abschnitt Neurode–Mittelsteine–Glatz der Eisenbahnstrecke Waldenburg–Glatz in Betrieb; 1889 wurde die hier davon abzweigende Strecke nach Braunau eröffnet. 1902 erhielt Mitteilsteine mit der Eulengebirgsbahn einen weiteren Eisenbahnanschluss. 1914 wurde das Bahnkraftwerk Mittelsteine mit 150 Beschäftigten errichtet. Zu einem bedeutenden wirtschaftlichen Aufstieg trugen die „Ziegelwerke Mittelsteine Dr. Adrian Gaertner“ bei, die bis 1945 produzierten. Nach 1942 befand sich in Mittelstelle ein Außenlager des KZ Groß-Rosen.
Als Folge des Zweiten Weltkriegs fiel Mittelsteine 1945 mit dem größten Teil Schlesiens an Polen. Es wurde zunächst in Skałeczno und 1946 in Ścinawka Średnia umbenannt. Die deutsche Bevölkerung wurde weitgehend vertrieben. Die neu angesiedelten Bewohner waren teilweise Zwangsumgesiedelte aus Ostpolen, das an die Sowjetunion gefallen war. Nach Kriegsende wurde der Mittelsteiner Unternehmer Adrian Gaertner, der ein Gegner des Nationalsozialismus war, am 11. Mai 1945 von plündernden Polen erschossen. 1975–1998 gehörte Ścinawka Średnia zur Woiwodschaft Wałbrzych (Waldenburg).

### Der Oberhof bzw. „Hauptmannshof“
Am oberen Ende des Dorfes lag der Oberhof, der ab dem Ende des 17. Jahrhunderts auch als der Hauptmannshof bezeichnet wurde. Für 1356 sind als Besitzer die Brüder Thomas und Konrad von Czechau nachgewiesen. Deren Nachkommen verkauften das Gut 1412 an Stephan und Bernard von Donin. Nach dem Tod des Friedrich von Donin 1467 fielen Mittelsteine und Neurode als erledigtes Lehen durch Heimfall an den böhmischen König Georg von Podiebrad. Dieser schenkte beide Lehen aus Dankbarkeit für geleistete Dienste dem Georg Stillfried-Rattonitz mit der Bedingung, eine der Schwestern des verstorbenen Friedrich von Dohna zu ehelichen. 1472 bestätigte Herzog Heinrich d. Ä. die Schenkung. Bei einer Erbeinigung zwischen Jakob von Stillfried und dessen Vetter Georg von Stillfried fiel das Gut Mittelsteine an Jakob, der mit Hedwig von Reichenbach verheiratet war. Nach Jakobs Tod um 1529 erbte dessen Sohn Heinrich von Stillfried die Besitzungen. Er war mit Elisabeth von Pannwitz auf Albendorf verheiratet und vergrößerte das Gut um weitere Besitzungen, u. a. den Niederhof. Nach dem Tod seines kinderlos verstorbenen Vetters Georg 1586 erwarb er vom böhmischen Landesherrn König Rudolf II. auch das Lehngut Neurode. Auf seinen Antrag hin wandelte Rudolf II. 1596 die Lehnsgüter des Ober- und des Niederhofs zu einem Erbeigentum um. 1598 erwarb beides Otto Friedrich von Ratschin auf Arnsdorf. Nach dessen Tod um 1601 erbten das Gut Mittelsteine seine beiden Söhne Otto Heinrich und Hans Friedrich. 1612 teilten sie die ererbten Besitzungen. Hans Friedrich erhielt den Oberhof. 1625 wurde der Oberhof wegen der Beteiligung Hans Friedrichs an der böhmischen Rebellion vom Kaiser konfisziert und nachfolgend von der königlichen Kammer verwaltet. Diese verkaufte 1636 das konfiszierte Gut an Adam Christian von Ampassek, Erbherr auf Niederpischkowitz, der es 1657 seinem Schwager Bernard von Stillfried auf Neurode verkaufte. Dieser war damals Verwalter der Landeshauptmannschaft der Grafschaft Glatz. 1658 wurde er zum Kaiserlichen Rat ernannt und 1662 von Kaiser Leopold I. in den Freiherrenstand erhoben. Er war zweimal verheiratet und hinterließ nach seinem Tod 1669 aus jeder Ehe je eine Tochter. Mittelsteine sowie die Dorfschaften Zaughals, Fichtig (seit 1945 polnisch Sośnina), Beutengrund und die Hälfte von Königswalde erbte Anna Theresia, die Tochter aus der ersten Ehe. Sie heiratete im selben Jahre Siegmund Erdmann von Zierotin, Erbherr auf Falkenberg. Dieser verkaufte im Auftrag seiner Gemahlin 1676 den Oberhof an den Landeshauptmann der Grafschaft Glatz, Johann Georg von Götzen. Nach diesem wurde der Oberhof auch als „Hauptmannshof“ bezeichnet. Nach dem Erlöschen der männlichen (katholischen) Linie der Grafen von Götzen mit Johann Josef von Götzen 1771 erbten zunächst dessen drei Schwestern die hinterlassenen Güter und 1780 der Neffe Anton Alexander von Magnis. Bei dessen Nachkommen verblieb der Oberhof mit dem zugehörigen Grundbesitz bis zur Enteignung 1945.

### Der Niederhof
Der Niederhof war ein Rittersitz, der zunächst ein Lehen war und 1596 von Kaiser Rudolf II. zugleich mit dem Oberhof in ein freies Erbgut umgewandelt wurde. Im 14. Jahrhundert gehörte er dem Heincze (Heinrich) von Rachenaw, der mit Agnes von Pannwitz verheiratet war. 1456 gehörte er dem Hans Czeschau (Zeschaw). Anfang des 16. Jahrhunderts war der Niederhof im Besitz der Familie Stanke von Koritau. Jakob Stanke verkaufte den Niederhof 1579 an Karl von Hoberg auf Güttmannsdorf. 1592 brachte Heinrich von Stillfried, dem bereits der Oberhof gehörte, auch den Niederhof an sich. Nach der Umwandlung des Nieder- und des Oberhofs in ein Erbgut 1596 erwarb beide Höfe Otto Friedrich von Ratschin. Nach dessen Tod um 1601 erbte den Niederhof zunächst seine Witwe Elisabeth, die auch das Mittelsteiner Freirichtergut erwarb, das sie mit dem Niederhof verband. Nach ihrem Tod 1612 teilten die beiden Söhne Otto Heinrich und Hans Friedrich die ererbten Besitzungen. Den Niederhof erhielt Otto Heinrich. Wegen seiner Beteiligung am böhmischen Ständeaufstand von 1618 wurde sein Hab und Gut 1622 vom Kaiser konfisziert, so dass der Niederhof an die königliche Kammer fiel. Erzherzog Karl, der damalige Genusshaber der Grafschaft Glatz, schenkte den Niederhof mit allem Zubehör und allen Rechten 1623 seinem Hofkanzler Johann Christoph Metzinger von Kaltenstein. Dieser war mit Anna Margaretha Liesch von Hornau verheiratet und erkaufte 1623 auch den Oberhof in Niedersteine sowie das Dorf Seifersdorf. 1625 wurde er kaiserlicher Reichshofrat. Nach dessen Tod 1628 fielen Niedersteine und Seifersdorf an die Geschwister seiner verstorbenen Ehefrau. Sein Mittelsteiner Gut vermachte er dem Glatzer Jesuitenkolleg mit der Auflage, es zum Unterhalt der Studierenden zu nutzen. Zum Vorstand dieser Stiftung, die als „Pia Causa“ bezeichnet wurde, ernannte er testamentarisch seinen Schwager, den Breslauer Weihbischof Johann Balthasar Liesch von Hornau sowie den Glatzer Dechanten Hieronymus Keck.

### Das Freirichtergut
Erster bekannter Besitzer des Mittelsteiner Freirichterguts war 1362 Fritz Straube, bei dessen Nachkommen es bis 1417 verblieb. Nach zahlreichen Besitzerwechseln erwarb es 1601 Elisabeth von Ratschin, die Witwe des Otto Friedrich von Ratschin. Sie vereinte das Freirichtergut mit dem Niederhof.

### Piae-Causae-Hof bzw. Lüttwitzhof
An der Stelle eines von den Schweden im Dreißigjährigen Krieg 1648 niedergebrannten Schlösschens errichteten die Glatzer Jesuiten nach 1690 eine jesuitische Bildungsstätte. Nach Aufhebung des Jesuitenordens 1773 erwarb die jesuitischen Besitzungen, die aus dem Niederhof, dem Freirichtergut, dem Piae-Causae-Vorwerk und einem Freibauerngut bestanden, 1788 der königlich preußische Rittmeister Ferdinand Wilhelm Sigismund von Lüttwitz. Er baute die Bildungsstätte wiederum zu einem Schloss um. Der klassizistische Fassadenschmuck entstand nach 1840. Nach 1925 wurden der Lüttwitzhof und die zugehörigen Besitzungen wiederum von den Jesuiten erworben, die hier ein Noviziat und Exerzitienhaus errichteten, das als „St.-Josefs-Haus“ bezeichnet wurde. Zugleich wurde das Hauptgebäude um zwei Geschosse aufgestockt.
Neben dem Schloss errichteten die von Lüttwitz 1795 ein Hoftheater, das zwischen 1880 und 1925 als evangelischer Betsaal genutzt wurde. Nach der neuerlichen Übernahme durch die Jesuiten wurde es nach 1925 zu einer Hauskapelle umgebaut. Während des NS-Regimes wurden die Jesuiten enteignet.

## Sehenswürdigkeiten
- Die Pfarrkirche Maria Magdalena (Kościół Św. Marii Magdaleny) wurde erstmals 1368 erwähnt. 1558–1623 diente sie als evangelisches Gotteshaus. Es war ursprünglich eine gotische Saalkirche, die unter den Jesuiten 1711 und 1738–1739 umgebaut und erweitert wurde. Die Kapellen des hl. Franz Xaver und der Muttergottes enthalten Fresken von Johann Franz Hoffmann sowie in Stuck gearbeitete Figuren. Die Kirche ist von einer Friedhofsmauer mit zwei Toren umgeben.
- Das Pfarrhaus im Stil der höfischen Architektur ist von 1696.
- Die Kirche Corpus Christi (Kościół Bożego Ciała) wurde 1417 erwähnt und vor 1520 neu errichtet.

## Persönlichkeiten
- Henriette von Schuckmann, geb. Freiin von Lüttwitz (1769–1799), erhielt als 21-Jährige einen Heiratsantrag Goethes
- Adrian Gaertner (1876–1945), deutscher Bergbauunternehmer (geb. in Thalgau/Österreich)
- Roland Süßmuth (* 1934), Mikro- und Molekularbiologe
- Christoph Anders (* 1936), deutscher Politiker der Sozialistischen Einheitspartei Deutschlands (SED) in der Deutschen Demokratischen Republik (DDR)
- Adam Bałabuch (* 1961), Weihbischof in Świdnica (Schweidnitz)